# Zby
Zby é um gênero extinto de dinossauro saurópode turiasauriano cujos restos foram encontrados em estratos do Jurássico Superior (final do estágio Kimmeridgiano) na Formação Lourinhã, no centro-oeste de Portugal. Contém apenas uma espécie, Zby atlanticus. Nomeado em homenagem a Georges Zbyszewski, que estudou geologia e paleontologia de Portugal.

## Descrição
Zby foi descrita originalmente nomeado pelo Octávio Mateus, Philip D. Mannion e Paul Upchurch em 2014, julgando-se inicialmente que era Turiasaurus riodevensis. Apenas se conhece do seu holótipo, um esqueleto parcial encontrado com ossos associados, incluindo um dente inteiro raiz, um fragmento de um arco neural cervical uma viga acima, e concluir o lado direito da cintura escapular e membro anterior.
Zby difere de outros saurópodes com base em quatro autapomorfias ou características únicas, incluindo um cume proeminente é então projetada no úmero para o nível de crista deltopeitoral. Tem sido sugerido que Zby está relacionada de perto com Turiasaurus riodevensis que vem a partir de depósitos de aproximadamente contemporâneas no leste da Espanha, com base na morfologia dentária, a compressão anteroposterior notório da extremidade proximal do raio, e a forte chanfrar a metade lateral rádio distal, enquanto que outras características do membro anterior distinguir ambos os sexos. Quase todas as outras características anatômicas sugerem que Zby é um eusaurópodo não neosaurópodo, confirmando sua posição no turiasauria.